# Christoffer Hjalmarsson
Christoffer Hjalmarsson, född 1988, är en svensk fotograf. 
Han har bland annat vunnit flera kategorier i fototävlingen Årets bild; år 2014 vann han i kategorin Nyhetsreportage Sverige,  år 2015 vann han Årets bild och årets Nyhetsbild Utland, år 2018 utsågs han till Årets fotograf. Samma år vann han också förstapris för bästa Nyhetsbild Utland samt för bästa Bildreportage Utland för sitt arbete om hur folkgruppen Rohingyas jagas och dödas i Burma.
I SVT:s dokumentärserie 36 dagar på gatan gav sig Hjalmarsson ut på Stockholms gator och levde som uteliggare under 36 dagar. I 30 dagar i fängelse låser han in sig i ett fängelse tillsammans med en kamera.